# Déclaration d'insaisissabilité
Pour les articles homonymes, voir DNI.
La déclaration d'insaisissabilité, aussi appelée déclaration notariée d'insaisissabilité (DNI), est un dispositif légal instauré par la loi no 2003-721 du 1er août 2003 pour l'initiative économique, avec pour objectif dans un premier temps de protéger la résidence principale de l'entrepreneur individuel de toute poursuite de ses créanciers professionnels. 
La loi n° 2008-776 du 4 août 2008 de modernisation de l'économie a étendu la protection à l'ensemble des biens fonciers, bâtis ou non, non affectés à un usage professionnel.
la loi n° 2015-990 du 6 août 2015, a instauré l'insaisissabilité de plein droit de la de la résidence principale des entrepreneurs individuels ce qui dispense  la déclaration notariée d'insaisissabilité en ce qui concerne la résidence principale.
Elle est régie par les articles L. 526-1 à L. 526-3 du code de commerce,.

## Modalités de la déclaration
La déclaration d'insaisissabilité doit être établie sous la forme authentique devant notaire.
Elle doit contenir une description détaillée des biens concernés, indiquer précisément leur caractère propre, commun ou indivis.
La déclaration doit faire l'objet de mesures de publicité, être mentionnée sur le registre de publicité légale sur lequel est immatriculé l'entrepreneur, par exemple le registre du commerce et des sociétés pour les commerçants, et faire également l'objet d'une publication au bureau des hypothèques. Pour les entrepreneurs individuels non immatriculés, un extrait de la déclaration doit être publié dans un journal d'annonces légales.